# Église Saint-Étienne de Carcenac
L’église Saint-Étienne de Carcenac est un édifice religieux catholique situé dans le département de l'Aveyron.
Elle abrite des éléments de décors, dont du mobilier d'art qui provient du maître-autel du couvent des Cordeliers de Rodez, qui sont protégés par une inscription à l'inventaire des Monuments historiques.

## Description

### L'église
Cette église se situe dans le village de Carcenac qui se situe à quelques kilomètres au nord du bourg de Salmiech. Le toponyme « Carcenac » possède une terminaison en « ac » (de -acum) ; il atteste d'un peuplement antérieur à l'implantation d'un prieuré ou d'une paroisse.
Dans l'ouvrage intitulé Le cartulaire de l'abbaye de Bonnecombe l'église de Carcenac est mentionnée au XIIIe siècle, placée sous l'invocation de Saint-Étienne.
L'édifice actuel daterait des premières années du XVIe siècle.
Le porche est surmonté d'un vaste clocher de plan rectangulaire construit à la fin du XIXe siècle dans le style des beffrois flamands.

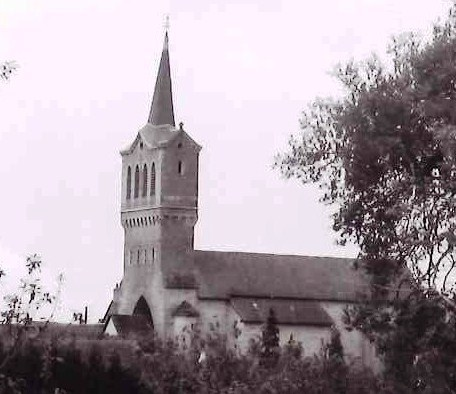
Église Saint-Étienne de Carcenac.

### Le mobilier d'art
Le mobilier a été vandalisé pendant la Révolution française rapporte l'historien du Rouergue Hippolyte de Barrau.
En 1803, l'intérieur de l'église est enrichi par des boiseries et des statues provenant de l'ancien couvent des Cordeliers de Rodez ainsi que de l'abbaye de Bonnecombe située sur la route qui mène de Rodez au village de Carcenac.
Le couvent des Cordeliers de Rodez ayant été voué à la destruction, en 1803, Mr de Barrau, qui habitait à Carcenac, envoya vingt chars à bœufs à Rodez, après l'autorisation du préfet Sainthorent, pour ramener du mobilier d'art dans l'église de son village. Une fois le convoi parti de Rodez pour rentrer à Carcenac, le préfet se ravisa, mais il était trop tard. Cette initiative a ainsi permis de sauver des œuvres d'art :
« (...). Les autels démolis de Bonnecombe nous fournirent les premiers matériaux, mais ce fut surtout aux dépens des Cordeliers de Rodez que s'enrichit l'église de Carcenac. Tous les décors de cet ancien couvent étaient confusément entassés dans un vaste réduit. Monsieur le préfet Sainthorent autorisa, en 1803, Monsieur de Barrau à prendre dans ce magasin tout ce qui pourrait être utile à sa paroisse. Vingt chars à bœufs furent aussitôt expédiés à Rodez et revinrent chargés de portions de retable, de statues, de boiseries et de divers ornements délaissés qui servirent à restaurer admirablement notre église. C'est de là que vient le beau groupe qui décore la chapelle du Sépulcre. On raconte que sur des observations faites au préfet par quelques ruthénois qui avaient vu tout ce qu'emportaient les paroissiens de Carcenac, il donna un contre-ordre, mais les chars étaient partis et il n'alla pas jusqu'à les poursuivre. Il nous faut donc aller dans l'église de Carcenac pour juger des admirables richesses réunies jadis aux Cordeliers. (...) »
Sont classés à l'inventaire des Monuments historiques :
- Le retable, le maître-autel, et quelques autres mobiliers
- Deux statues du maître-autel datées du début du XVe siècle et le groupe sculpté de la chapelle dite du Saint-Sépulcre daté de la première moitié du XVIe siècle, qui proviennent du couvent des Cordeliers de Rodez
- Une statue de la Vierge à l'Enfant, du XVIIIe siècle, qui se trouve dans la chapelle dite de Notre-Dame ou de la Vierge ou encore de la famille de Barrau, et qui provient de l'abbaye de Bonnecombe

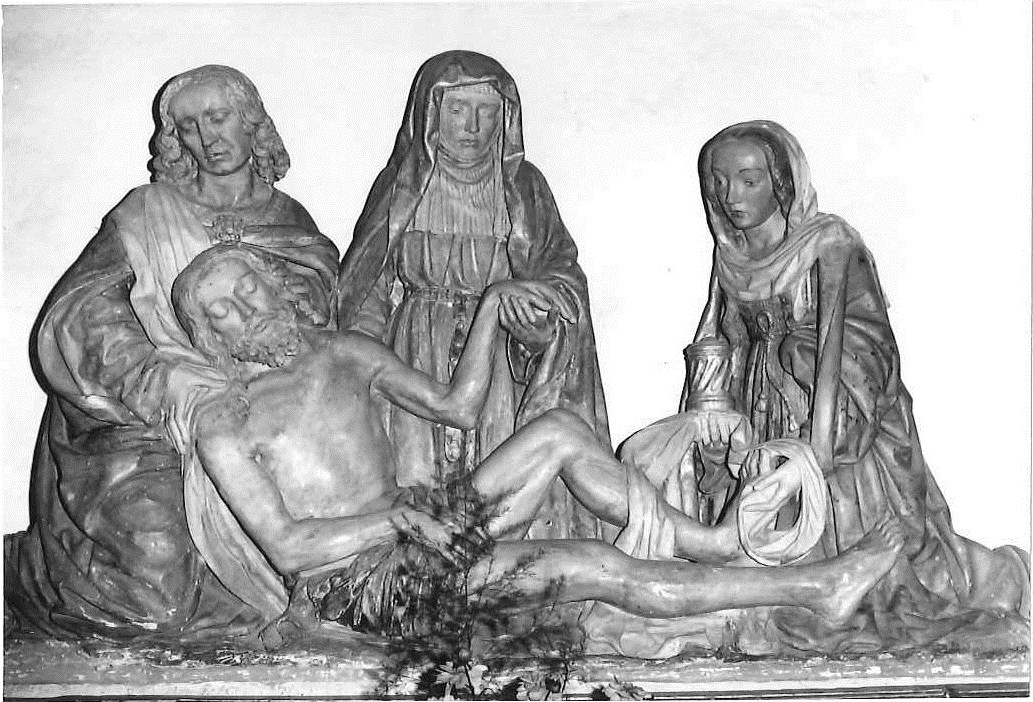
Mise au tombeau (XVIe siècle, chapelle du Saint-Sépulcre).
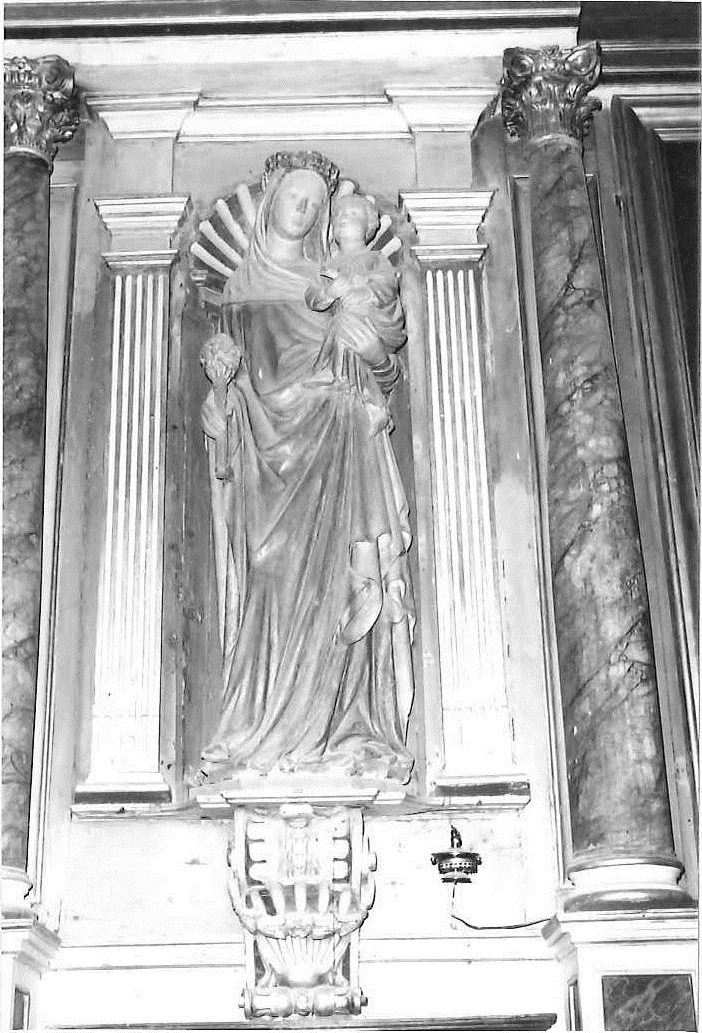
Vierge à l'Enfant (Vers 1410. Statue du maître-autel).
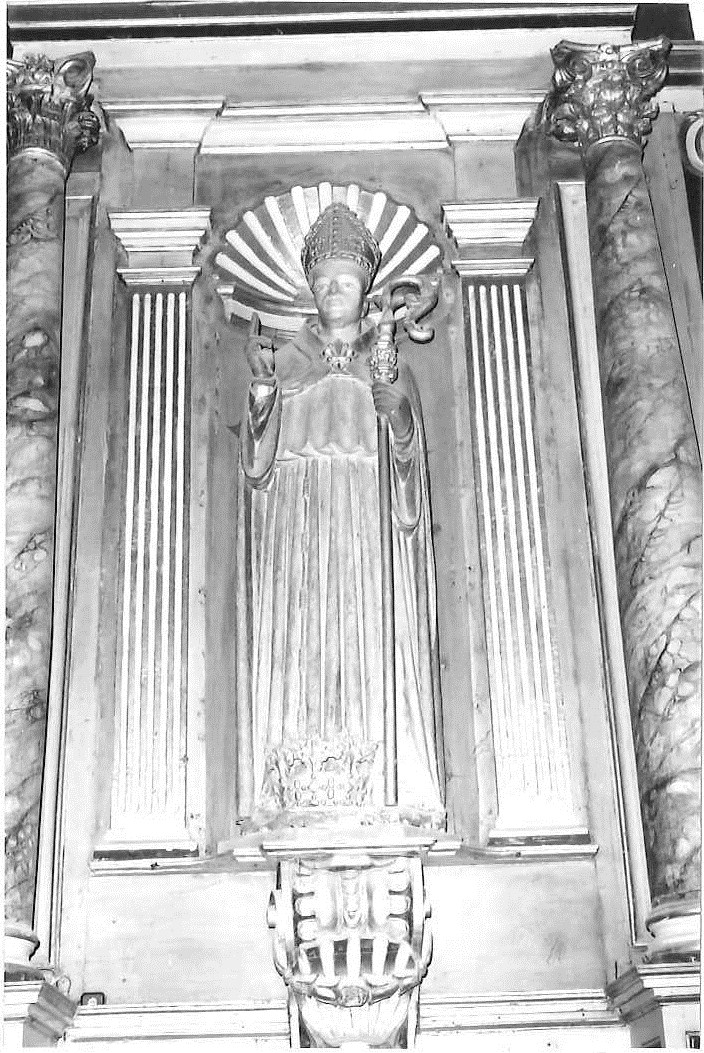
Saint-Louis d'Anjou (Vers 1410. Statue du maître-autel).
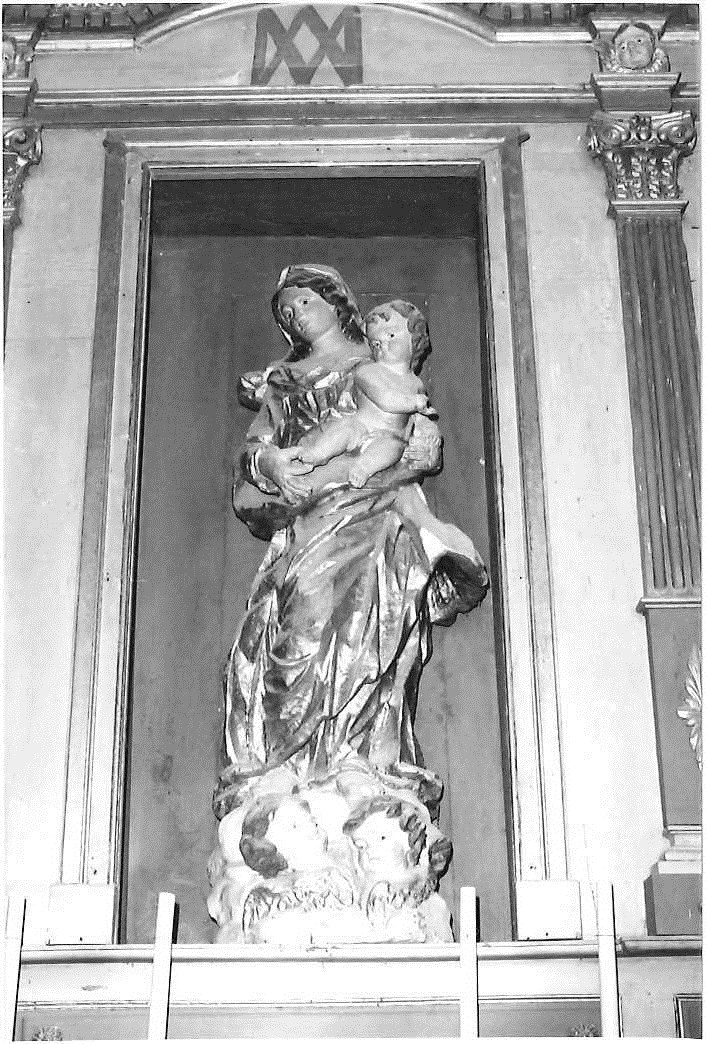
Vierge à l'Enfant (XVIIIe siècle, chapelle de Notre-Dame ou de la Vierge ou encore de la famille de Barrau).

### Les chapelles
L'église de Carcenac comprend deux chapelles, à savoir la chapelle dite du Saint-Sépulcre où se trouve la Mise au tombeau (XVIe siècle) et la chapelle dite de Notre-Dame ou de la Vierge ou encore de la famille de Barrau où se trouve la statue de la Vierge à l'Enfant (XVIIIe siècle).

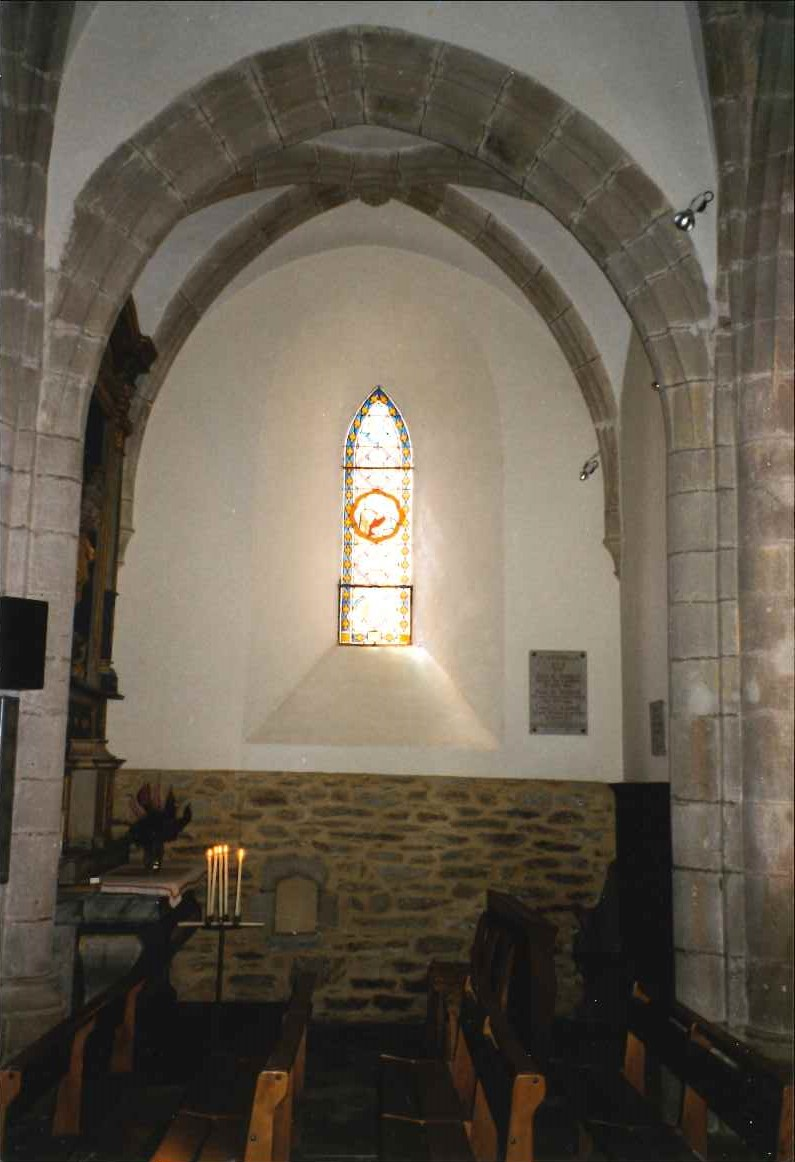
Chapelle de Notre-Dame ou de la Vierge ou encore de la famille de Barrau où se trouve la statue de la Vierge à l'Enfant (XVIIIe siècle).
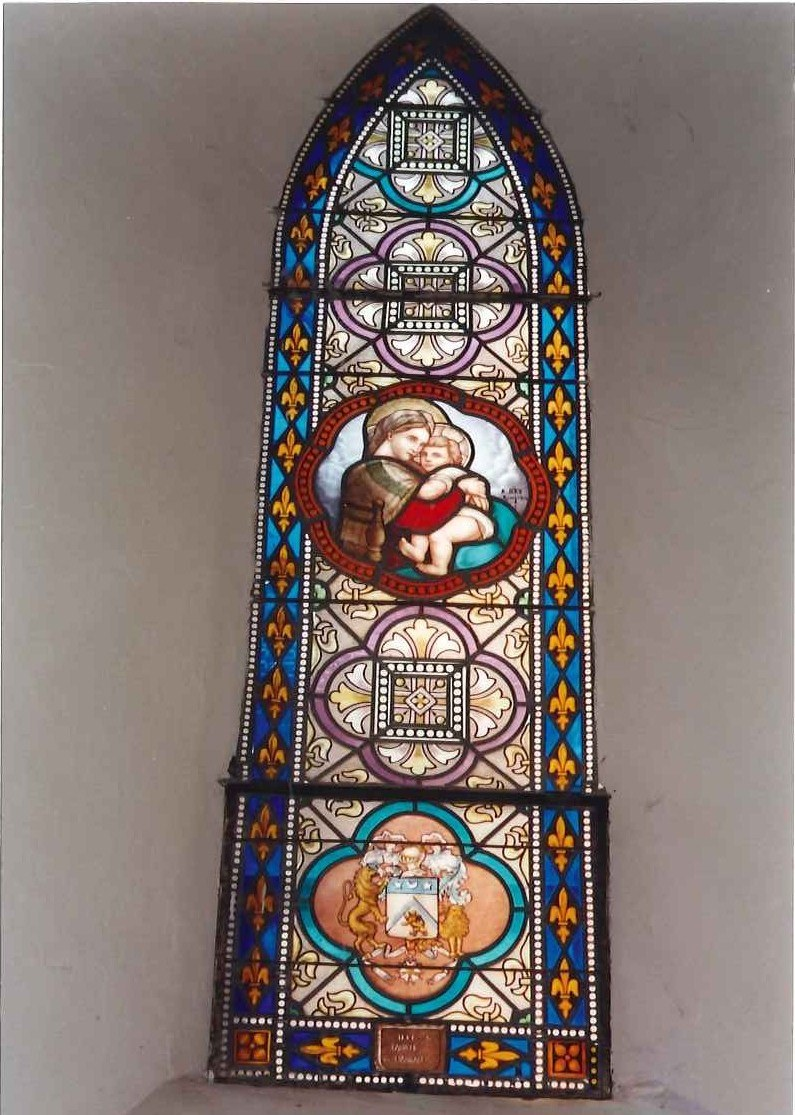
Vitrail (chapelle de Notre-Dame ou de la Vierge ou encore de la famille de Barrau).
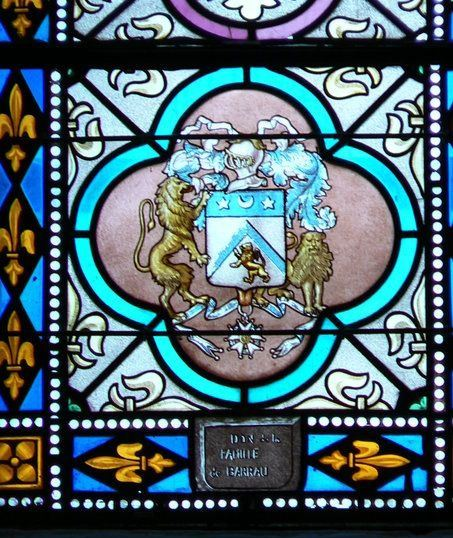
Armes[7] de la famille de Barrau.